# 诺特 (克勒兹省)
诺特（法語：Noth，法語發音：[nɔt]）是法国克勒兹省的一个市镇，位于该省西部偏北，属于盖雷区。

## 地理
诺特（46°14'5"N, 1°35'9"E）面积22.89 平方千米，位于法国新阿基坦大区克勒兹省，该省份为法国中部省份，位于法國中央高原西北部，北起安德尔省和谢尔省，西接维埃纳省，南至科雷兹省，东临多姆山省，东北与阿列省接壤。
与诺特接壤的市镇（或旧市镇、城区）包括：利济耶尔、纳亚、拉苏泰赖讷、圣阿尼昂-德韦尔西亚、圣莱热布里德雷、圣普列斯特-拉普莱讷。
诺特的时区为UTC+01:00、UTC+02:00（夏令时）。

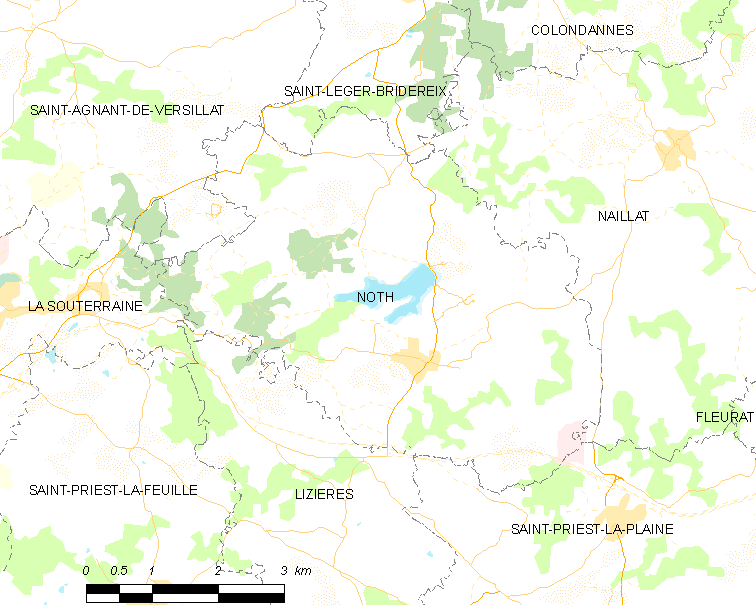
诺特的OSM定位图

## 行政
诺特的邮政编码为23300，INSEE市镇编码为23143。

## 政治
诺特所属的省级选区为拉苏泰赖讷县。

## 交通
法国国道N145线经过境内南部并设有出入口，克勒兹省省道D49线和D74线在镇中心交汇。

## 人口

1962-2008年间诺特人口变化图示

诺特于2022年1月1日时的人口数量为495人。